# Flüelen
Flüelen est une commune suisse du canton d'Uri.

## Géographie

Vue aérienne de 300 m par Walter Mittelholzer (1922).

Le village de Flüelen est situé à l'embouchure de la Reuss.
Selon l'Office fédéral de la statistique, Flüelen mesure 12,42 km2.

## Démographie
Selon l'Office fédéral de la statistique, Flüelen compte 1 883 habitants en 2008. Sa densité de population atteint 151 hab./km2.
Le graphique suivant résume l'évolution de la population de Flüelen entre 1850 et 2008 :

## Transport
- Ligne ferroviaire CFF Lucerne-Gotthard-Bellinzone, à 52 km de Lucerne et à 118 km de Bellinzone.
- Flüelen est le port d'Altdorf, sur le lac des Quatre-Cantons.

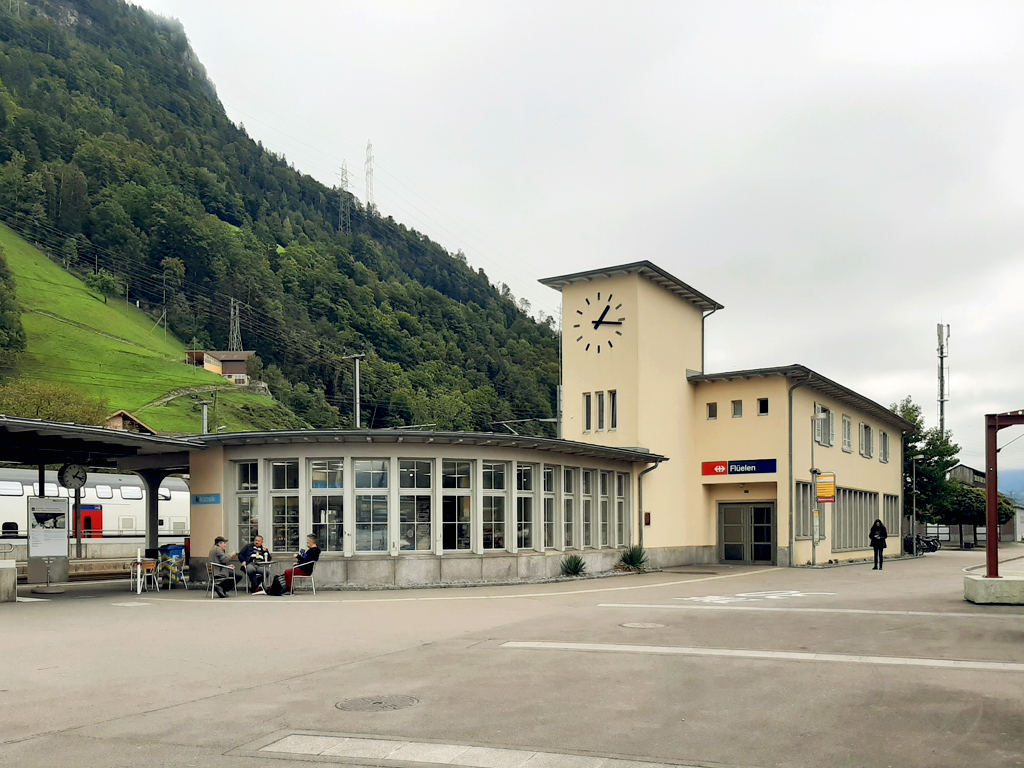
Gare CFF de Flüelen.

## Culture et patrimoine

### Héraldique
| Blason | Blasonnement : De sinople à une rose d'argent feuillée de deux feuilles du même. |

### Monuments et curiosités
- Château de Rudenz
- Ancienne église paroissiale Saint-Georges et Saint-Nicolas
- Monument du Serment du Grütli, datant de 1963

### Personnalité liée à la commune
- Franz Arnold (1897-1984), homme politique, est né à Flüelen.
- Franz Steinegger (1943-), homme politique.